# Gustave Fayet

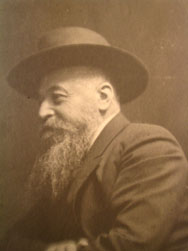
Gustave Fayet

Gustave Fayet (Béziers, 20 mei 1865 – Carcassonne, 24 september 1925), Frans wijnbouwer, kunstenaar en kunstverzamelaar.

## Leven en werk
Fayet was vanaf zijn 16e jaar actief als kunstschilder. Hij ontwikkelde een zeer persoonlijke stijl, die nog het best te plaatsen valt in de stroming van het symbolisme. In 1897 was hij vertegenwoordigd op de Salon de Paris met het doek Lever de lune sur l'étang de Vendres. In 1899 volgde een serie Vue de Londres. Bij olieverfschilderijen zijn van hem ook aquarellen, tapijtontwerpen, boekillustraties en ceramiek bekend. In de zomer van 2006 was er in het Musée Terrus in Elne een grote overzichtstentoonstelling.
Dankzij zijn activiteiten in de wijnbouw was Fayet een vermogend man. Een groot deel van het jaar woonde hij met zijn gezin op het Domaine de Védilhan (160 ha) in Moussan (Languedoc), ten noordwesten van Narbonne. Dit domein is nog steeds in bezit van de familie Fayet. In 1910 kocht hij Chateau de Montpazat (25 ha wijnbouw) en eveneens de Seigneurie de Peyrat (ten noordwesten van Pézenas).

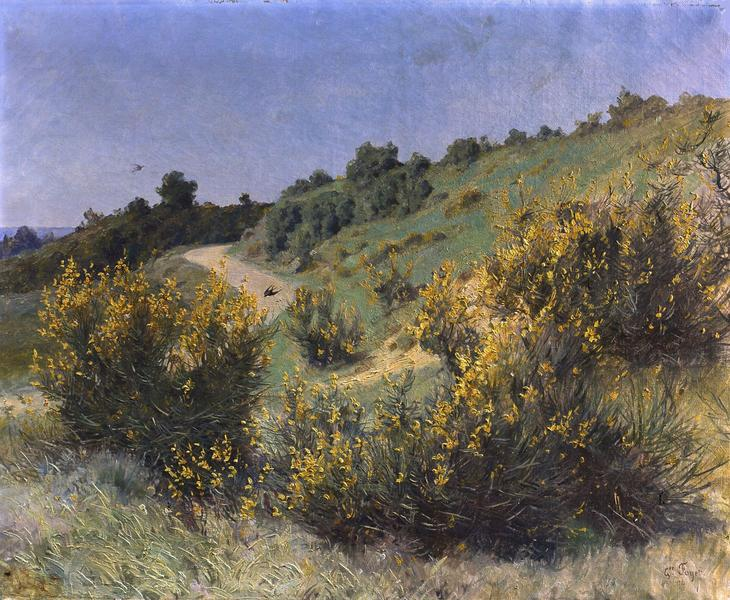
Genêts en fleurs (bloeiende brem)

Zijn vermogen stelde hem in staat om een omvangrijke kunstverzameling op te bouwen. Hij behoorde tot de eersten die werk van Paul Gauguin kocht. Maar hij bezat ook werk van Edgar Degas, Édouard Manet, Claude Monet en Camille Pissarro. De kunstenaars Odilon Redon en Richard Burgstahl, met wie Fayet goed bevriend was, ontvingen van hem belangrijke opdrachten in het kader van de restauratiewerkzaamheden in de Abdij Sainte-Marie de Fontfroide. Fayet en zijn vrouw Madeleine d’Andoque de Sériège hadden deze abdij in 1908 gered van ontmanteling en verscheping naar de Verenigde Staten door een hoger bod (49.925 francs) uit te brengen bij de veiling van het kloostercomplex.

Al tijdens de restauratie van het in verval geraakte kloostercomplex stuurde Fayet uitnodigingen naar schilders, musici en schrijvers om te werken in de abdij. De Fayets maakten van Fontfroide een artistiek en cultureel centrum in de Languedoc, waar toonaangevende kunstenaars korte of lange tijd konden verblijven. Richard Burgstahl ontwierp en vervaardigde tussen 1914 en 1925 de ramen van de abdijkerk.
Fontfroide was niet de enige abdij die Fayet kocht. In 1916 ontmoette hij de dichteres Else Koeberlé (1881-1950). Op haar verzoek kocht hij de Abdij Saint-André in Villeneuve les Avignon. Elsa Koeberlé en haar vriendin Génia Lioubow voerden er tussen 1916 en 1930 restauratiewerkzaamheden uit.
- Biblioteca Nacional de España: XX5544804
- Bibliothèque nationale de France: cb10949689z (data)
- Gemeinsame Normdatei: 121079945
- International Standard Name Identifier: 0000 0001 2139 2873
- Library of Congress Control Number: nr2007002152
- Base Léonore: 19800035/542/62043
- RKD-Nederlands Instituut voor Kunstgeschiedenis: 27471
- SNAC: w61z62s6
- Système universitaire de documentation: 134494857
- Union List of Artist Names: 500109703
- Virtual International Authority File: 73845800
- WorldCat: E39PBJc7TGXDfRqvPMJF8dPYT3